# Jarnioux
Jarnioux was een gemeente en is een plaats in het Franse departement Rhône in de regio Auvergne-Rhône-Alpes en telt 535 inwoners (2005). De plaats maakt deel uit van het arrondissement Villefranche-sur-Saône.

## Geschiedenis
Op 1 januari 2019 ging de gemeente Jarnioux op in Porte des Pierres Dorées.

## Geografie
De oppervlakte van Jarnioux bedraagt 4,2 km², de bevolkingsdichtheid is 127,4 inwoners per km².
De onderstaande kaart toont de ligging van Jarnioux met de belangrijkste infrastructuur en aangrenzende gemeenten.

## Demografie
Onderstaande figuur toont het verloop van het inwonertal (bron: INSEE-tellingen).